# Walking on a Thin Line
Walking on a Thin Line è il terzo album musicale dei Guano Apes. Uscito il 3 febbraio 2003 con l'etichetta BMG, include i singoli You Can't Stop Me, Pretty in Scarlet e Quietly.
L'album arrivò al numero uno della classifica tedesca e vinse un disco d'oro con più di 100 000 copie vendute.

## Il disco
Terzo e atteso album dei Guano Apes.
L'album, contrariamente ai precedenti, si rivelò più soft e melodico, tipico di una evoluzione sonora che si dirige principalmente verso il pop rock, e non più verso il crossover rock a cui erano abituati. La presenza di brani come You can't Stop Me o Sing that Song presentano ancora molte caratteristiche crossover.

## Tracce
1. You Can't Stop Me – 3:11
2. Dick – 2:43
3. Kiss The Dawn – 5:20
4. Pretty In Scarlet – 4:06
5. Diokhan – 3:34
6. Electric Nights – 3:26
7. Quietly – 3:38
8. High – 3:24
9. Sing That Song – 3:03
10. Scratch The Pitch – 3:47
11. Plastic Mouth – 4:04
12. Counting The Days – 3:39
13. Storm – 3:47
14. Sugar Skin – 6:45
15. Data – 17:52

## Singoli
1. You Can't Stop Me
2. Pretty In Scarlet
3. Quietly

## Formazione
- Sandra Nasić - voce
- Henning Rümenapp - chitarra
- Stefan Ude - basso
- Dennis Poschwatta - batteria